# Pierre Monbeig
Pierre Monbeig (Marissel, Oise, 15 de setembro de 1908 — Cavalaire-sur-Mer, Var, 22 de setembro 1987) foi um geógrafo francês, que trabalhou e estudou o Brasil entre 1935 e 1946, data em que ocupou cadeira de professor na Universidade de São Paulo, assim como cátedra de geografia humana nesse mesmo período. É precursor da observação de campo, da análise regional e das análises de situação.

## Biografia
Pierre Monbeig nasceu em 1908, em Marissel, uma antiga comuna francesa no departamento de Oise, na região de Hauts-de-France, que hoje faz parte do município de Beauvais desde 1943. Concluiu os estudos superiores na década de 20, tendo sido aluno de Emmanuel de Martonne (1873-1955) e Albert Demangeon (1872-1940), bastante influenciado também por Jean Brunhes (1869-1930).
Em 1931, Emmanuel de Martonne conhece o engenheiro-geógrafo Alberto José de Sampaio e a convite da Sociedade de Geografia do Rio de Janeiro, visita o Brasil e discursa para os membros da sociedade. Neste discurso ele ressalta o potencial da geografia nos estudos e resoluções de conflitos no território e eleva a ciência geográfica, o que viabiliza a contratação de professores franceses a fim de instalar e desenvolver cursos de geografia científica nas recém criadas universidades brasileira, a Universidade de São Paulo e a então Universidade do Distrito Federal, que viria a ser incorporada na futura Universidade Federal do Rio de Janeiro. Pierre foi um dos três franceses que chegaram a ao Brasil nessa época, junto de Francis Ruellan e Pierre Deffontaines.

## Carreira
Em 1935, foi convidado para assumir a cadeira de Geografia Física e Humana, então ocupada pelo professor Pierre Deffontaines, na recém-criada Universidade de São Paulo. Em 1938, deixou a cadeira de Geografia Física para se dedicar exclusivamente à Geografia Humana. Ainda em 1937, assumiu a presidência da Associação de Geógrafos Brasileiros, cargo que ocupou até 1946.
Foi mestre de diversos geógrafos brasileiros importantes, como Pasquale Petrone e Aziz Ab'Saber, divulgando uma geografia francesa modificada na Universidade de São Paulo, consequentemente em território nacional. Em 1963, recebeu o título de doutor honoris causa da Universidade de São Paulo.
Entre suas características, típicas da geografia francesa da década de 1930 está a herança intelectual de Vidal de La Blache e sua defesa do gênero de vida e região. Porém Monbeig introduz o conceito de "modo de pensar", assim como a psicologia dos povos, algo original e não muito aceito em sua época.
Esse "modo de pensar" seria aquilo que faz os habitantes de uma região agirem de certo modo, ou seja, terem o seu genêro de vida. Hoje, algo aceito, na época foi visto com desconfiança, pois a geografia tentava se isolar para se afirmar uma geografia pura, e também não acreditava nas correntes de psicologia nascentes nos Estados Unidos. Monbeig, assim como seus mestres Albert Demangeon e indiretamente de la Blache, acreditava no ser humano como elemento fundamental da paisagem, e não só uma característica determinada pelo meio.
Instigou seus alunos e orientandos a redigirem os primeiros trabalhos sobre as regiões ou localidades de origem de suas famílias. Essa orientação resultou em alguns dos primeiros e fundamentais trabalhos acadêmicos sobre esses lugares, peças de um mosaico  que ajudaram a consolidar a base da geografia humana no país. Por exemplo,  "A ilha de São Sebastião", tese de doutoramento de Ary França, um de seus orientados.
A paisagem de Monbeig também incluía elementos como odor e som, além de cultura e religião, dando início a "região cultural", algo fora de época também. Essa visão do homem na geografia pedia a presença de outras ciências humanas, como a história. Monbeig foi um defensor da Geografia ser conectada com a História, sendo contra então a separação da Geografia e História em cursos universitários distintos, como o é hoje.

## Publicações de Monbeig
- 1940: Ensaios de geografia humana brasileira, São Paulo: Livraria Martins.
- 1957: Novos estudos de geografia humana brasileira, São Paulo: Difusão Europeia do Livro.
- 1969: Brasil, São Paulo: Difusão Europeia Do Livro.
- 1984: Pioneiros e fazendeiros de São Paulo, São Paulo: Hucitec, Polis.

Literatura sobre Monbeig
- Heliana Angotti Salgueiro: Pierre Monbeig e a Geografia Humana Brasileira - A Dinâmica da Transformação, Edusc. ISBN 8574603147